# Trenton Hassell
Pour les articles homonymes, voir Hassell.
Trenton Hassell, né le 4 mars 1979 à Clarksville dans le Tennessee, est un joueur américain de basket-ball. Il évolue au poste d'arrière.

## Records sur une rencontre en NBA
Les records personnels de Trenton Hassell en NBA sont les suivants, :
| Type de statistique        | Saison régulière | Saison régulière        | Saison régulière | Playoffs | Playoffs                | Playoffs      |
| Type de statistique        | Record           | Adversaire              | Date             | Record   | Adversaire              | Date          |
| -------------------------- | ---------------- | ----------------------- | ---------------- | -------- | ----------------------- | ------------- |
| Points                     | 22               | 2 fois                  | 2 fois           | 17       | Kings de Sacramento     | 4 mai 2004    |
| Paniers marqués            | 10               | 76ers de Philadelphie   | 5 janvier 2007   | 8        | Kings de Sacramento     | 4 mai 2004    |
| Paniers tentés             | 16               | Spurs de San Antonio    | 20 avril 2005    | 13       | Kings de Sacramento     | 4 mai 2004    |
| Paniers à 3 points réussis | 4                | 2 fois                  | 2 fois           | 1        | @ Lakers de Los Angeles | 31 mai 2004   |
| Paniers à 3 points tentés  | 8                | Knicks de New York      | 20 février 2002  | 1        | 2 fois                  | 2 fois        |
| Lancers francs réussis     | 9                | Rockets de Houston      | 4 février 2005   | 2        | 4 fois                  | 4 fois        |
| Lancers francs tentés      | 9                | 2 fois                  | 2 fois           | 2        | 7 fois                  | 7 fois        |
| Rebonds offensifs          | 8                | @ Pistons de Détroit    | 15 janvier 2007  | 3        | 3 fois                  | 3 fois        |
| Rebonds défensifs          | 10               | @ Pistons de Détroit    | 10 avril 2002    | 4        | Nuggets de Denver       | 30 avril 2004 |
| Rebonds totaux             | 12               | 2 fois                  | 2 fois           | 5        | 4 fois                  | 4 fois        |
| Passes décisives           | 10               | 2 fois                  | 2 fois           | 5        | @ Kings de Sacramento   | 10 mai 2004   |
| Interceptions              | 4                | 2 fois                  | 2 fois           | 5        | @ Nuggets de Denver     | 27 avril 2004 |
| Contres                    | 4                | @ Wizards de Washington | 8 janvier 2003   | 2        | 2 fois                  | 2 fois        |
| Balles perdues             | 5                | SuperSonics de Seattle  | 15 février 2006  | 3        | 2 fois                  | 2 fois        |
| Minutes jouées             | 51               | Pistons de Détroit      | 19 janvier 2007  | 39       | @ Kings de Sacramento   | 10 mai 2004   |

- Double-double : 4
- Triple-double : 0